# Asva (Estland)
Asva (Duits: Aswa) is een plaats in de Estlandse gemeente Saaremaa, provincie Saaremaa. De plaats heeft de status van dorp (Estisch: küla).
Tot in oktober 2017 lag Asva in de gemeente Laimjala. In die maand werd Laimjala bij de fusiegemeente Saaremaa gevoegd.

## Bevolking
Het dorp had 12 inwoners op 31 december 2011 en 15 inwoners op 31 december 2021.

## Ligging
De plaats ligt rondom een beschutte baai aan de zuidkust van het eiland Saaremaa. Op de kaap aan de zuidkant van de baai ligt de vuurtoren van Laidunina, die niet meer in gebruik is. De toren is een beschermd monument.

## Geschiedenis
Bij Asva zijn de resten van een versterkte nederzetting uit de Bronstijd gevonden, de Asva maalinn (‘versterkte hoeve’). Ook in de 7e tot en met de 9e eeuw was hier een nederzetting. Naast de restanten van de nederzetting ligt op het grondgebied van het buurdorp Kahtla het themapark Asva Viking Village (Estisch: Asva Viikingite küla seikluspark), gewijd aan de geschiedenis en de cultuur van de Vikingen, die ook op Saaremaa nederzettingen hebben gehad.
Het dorp Asva werd voor het eerst genoemd in 1645 onder de naam Aßma, een nederzetting op het landgoed van Kahtla.

## Foto's

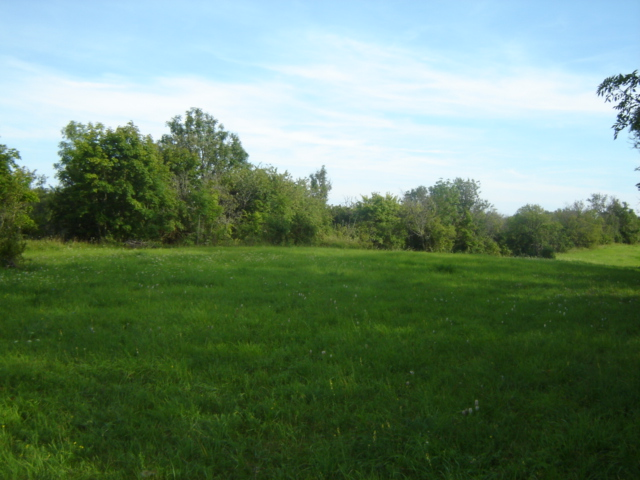
Asva maalinn
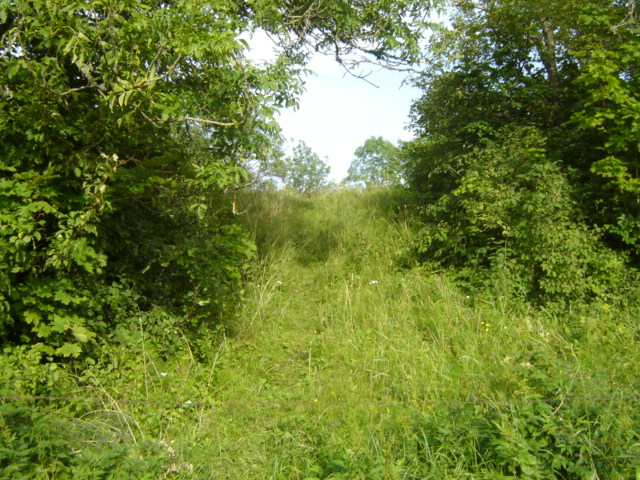
Restant van de wal om de nederzetting
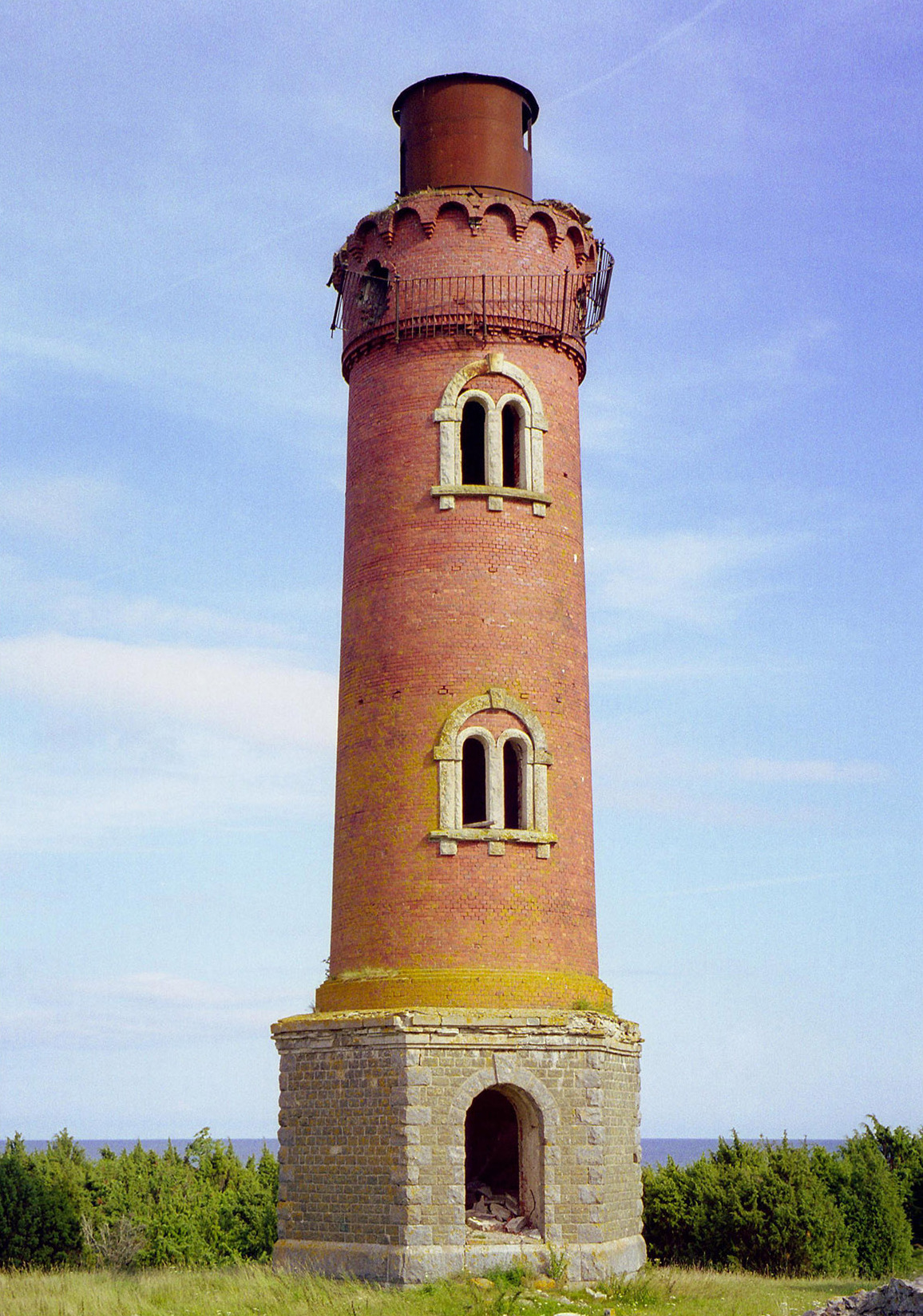
De vuurtoren van Laidunina